# Sydney (Nova Escócia)
Sydney é o núcleo da Regionalidade Municipal de Cape Brenton, na província canadense de Nova Escócia. Sua população é de aproximadamente 26 mil habitantes.

## Personalidades
- Arthur Bruce McDonald (1943), Prémio Nobel de Física de 2015